# Armaroli (cognome)
Armaroli è un cognome di lingua italiana.

## Varianti
Arma, Armarolo.

## Origine e diffusione
Il cognome è tipico del bolognese.
Potrebbe derivare dal toponimo Armarolo di Budrio, forse dal ligure arma, "grotta". Potrebbe altresì costituire una variante del cognome Armelli.

## Persone
- Fernando Tambroni Armaroli (1901-1963) – politico italiano
- Leopoldo Armaroli (1766-1843) – avvocato e politico italiano
- Nicola Armaroli (1966) – chimico italiano